# Інверсія (дискретна математика)

Показана одна із інверсій в перестановці

Інверсією в дискретній математиці називається послідовність із двох чисел впорядкованих в оберненому порядку.
Інверсією в перестановці {\displaystyle \pi } називається пара індексів {\displaystyle i,\ j} така, що {\displaystyle 1\leqslant i<j\leqslant n} и {\displaystyle \pi (i)>\pi (j)}. Парність числа інверсій в перестановці визначає парність перестановки.
Числом інверсії послідовності є кількість інверсій в послідовності, це число в межах
{\displaystyle 0\leq {\mathtt {inv}}(X)\leq {\frac {n(n-1)}{2}}}